# Wolof (sprog)
Wolof er et sprog, der tales af wolof-folket, som er bosiddende i Senegal, Gambia og Mauretanien.
| Sprog | Spire Denne artikel om sprog er en spire som bør udbygges. Du er velkommen til at hjælpe Wikipedia ved at udvide den. |